# 2-Méthylhexane
Le 2-Méthylhexane, ou isoheptane, est un hydrocarbure saturé de la famille des alcanes de formule C7H16. Il est un des neuf isomères de l'heptane.